# Alyona Andruk
Alona Anatoliïvna Andruk (em ucraniano:  Альона Анатоліївна Андрук; Kiev, 11 de junho de 1987) é uma ciclista olímpica ucraniana.
Andruk representou sua nação nos Jogos Olímpicos de Verão de 2012 na prova corrida em estrada, mas terminou acima do limite de tempo.